# Wianka van Dorp
Wianka van Dorp (Vlaardingen, 1 de diciembre de 1987) es una deportista neerlandesa que compitió en remo.
Ganó una medalla de bronce en el Campeonato Mundial de Remo de 2011 y tres medallas de plata en el Campeonato Europeo de Remo entre los años 2013 y 2016.
Participó en los Juegos Olímpicos de Río de Janeiro 2016, ocupando el sexto lugar en la prueba de ocho con timonel.

## Palmarés internacional
| Campeonato Mundial | Campeonato Mundial     | Campeonato Mundial | Campeonato Mundial |
| Año                | Lugar                  | Medalla            | Prueba             |
| ------------------ | ---------------------- | ------------------ | ------------------ |
| 2011               | Bled (Eslovenia)       | Medalla de bronce  | Cuatro sin timonel |
| Campeonato Europeo |                        |                    |                    |
| Año                | Lugar                  | Medalla            | Prueba             |
| 2013               | Sevilla (España)       | Medalla de plata   | Cuatro scull       |
| 2015               | Poznań (Polonia)       | Medalla de plata   | Ocho con timonel   |
| 2016               | Brandeburgo (Alemania) | Medalla de plata   | Ocho con timonel   |